# Hellingstraße (Mannheim)

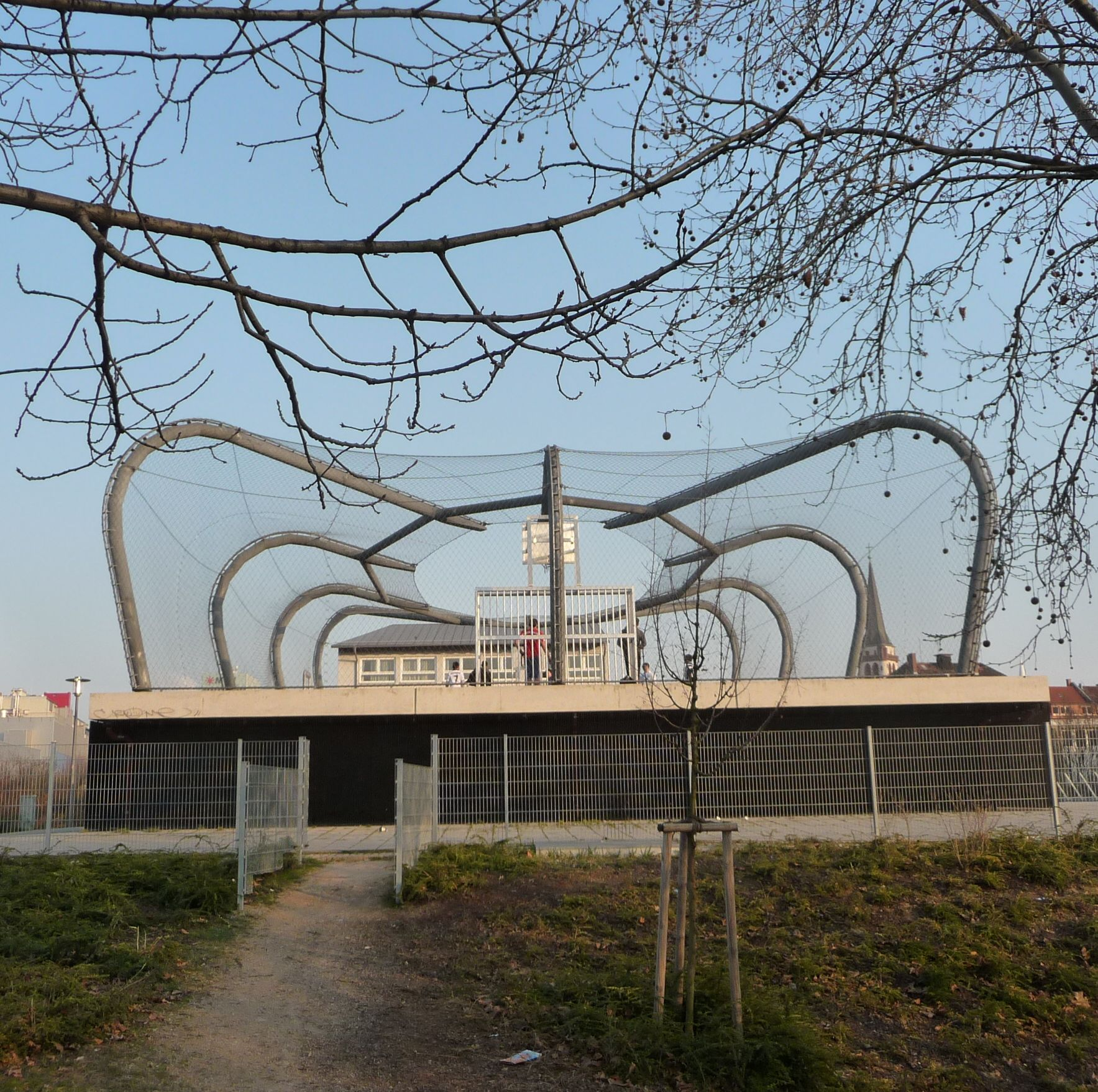
„Fußballkäfig“ im Spielplatz

Die Hellingstraße ist eine Straße in Mannheim. Sie liegt zwischen Freherstraße und Hafenstraße im Stadtteil Jungbusch. Die Straße ist eine Abfahrt von der Jungbuschbrücke und führt entgegengesetzt Richtung Dalbergstraße.

## Geschichte
Die Straße (vgl. Helling) erinnert wie die Werftstraße an die ehemalige Schiffs- und Maschinenfabrik-Aktiengesellschaft, die sogenannte Schimag. Diese galt als größte Binnenschiffswerft Deutschlands. Sie war aus einer Mainzer Maschinenfabrik hervorgegangen und fertigte auf einem Areal von 50 000 m² am östlichen Ufer des Verbindungskanals insbesondere Bagger, Dampfkräne, Eisenschiffe und Dampfkessel.
Die Straße entstand in den 1980er Jahren im Rahmen der Sanierung des Gebietes auf dem ehemaligen Werftareal. Sie hat keine eigene Bebauung und dient in erster Linie der Abfahrt von der Jungbuschbrücke in den Stadtteil bzw. in dortige Hafengebiete. Es befindet sich in der Straße ein Zugang zum Spielplatz der Werftstraße mit eingezäuntem Fußball- und Basketballplatz.